# Appius Claudius Pulcher (consul en -38)
Pour les articles homonymes, voir Appius Claudius Pulcher.
Erreur Lua dans Module:Date_complexe à la ligne 111 : attempt to concatenate a nil value.Appius Claudius Pulcher, né Caius, est un homme politique de la fin de la République romaine, consul en 38 av. J.-C. et l'un des premiers alliés patriciens du futur empereur Auguste.

## Famille
Il est membre de la gens patricienne Claudia. Il porte à l'origine le nom de Caius Claudius Pulcher et il est fils naturel de Caius Claudius Pulcher, préteur en l'an 56 av. J.-C. Il est adopté par son oncle Appius Claudius Pulcher, consul en 54 av. J.-C., prenant alors le prænomen de son père adoptif,. Il a peut-être un frère prénommé Appius, à moins qu'il ne s'agisse d'une confusion avec son père adoptif, avec qui il poursuit Titus Annius Milo en 51 av. J.-C. Ce dernier est accusé de l'assassinat d'un autre oncle d'Appius, Publius Clodius Pulcher. Milon est condamné et exilé, abandonné par Pompée, et ce malgré la défense assurée par Cicéron dans des conditions difficiles (Pour Milon).
Il a au moins un fils, qui est exilé et peut-être mis à mort par Auguste sur des accusations d'adultère avec la fille de l'empereur, Julia, en 2 av. J.-C. Il a peut-être un autre fils, Marcus Valerius Messalla Appianus, adopté par Marcus Valerius Messalla, consul suffect en 32 av. J.-C.
D'après un passage de Tacite, il a peut être une fille Claudia Appia, qui à epousé Caius Iunius Silanus, consul en -17. 

## Biographie
Il est à l'origine un partisan de Marc Antoine, au lendemain de l'assassinat de Jules César, sans rompre cependant avec les Liberatores, les conjurés, montrant une certaine sympathie envers Decimus Junius Brutus Albinus.
En 38 av. J.-C., il est nommé consul avec Caius Norbanus Flaccus, et pour suffects Lucius Cornelius Lentulus et Lucius Marcius Philippus. Ils sont les premiers consuls à avoir deux questeurs chacun. C'est l'un des premiers patriciens à se joindre publiquement au fils adoptif de Jules César,. Cette alliance est née à la suite du mariage d'Octavien avec l'aristocratique Livia Drusilla, rattachée à la haute noblesse républicaine et qui peut ainsi garantir à Octavien des alliances politiques. Claudius joint son auctoritas à la montée en puissance et fortune d'Octavien, et il en est grandement récompensé dans les années suivantes.
En 36 av. J.-C., pendant la guerre civile en Sicile contre Sextus Pompée, Claudius reçoit le commandement de l'arrière-garde de la flotte d'Octavien à Pouzzoles, qui subit ensuite d'importants dégâts lors d'une tempête.
En 34 av. J.-C., il est proconsul d'une des deux provinces d'Hispanie où il reste pendant deux ans, période pendant laquelle il reçoit le titre d'imperator,. En 32 av. J.-C., il est de retour à Rome où il célèbre un triomphe le 1er juin,.
Après cela, il ne reçoit plus de commandement militaire et, à partir de 31 av. J.-C., il devient membre des Septemviri Epulones.
Entre 27 et 26 av. J.-C., il est gouverneur de la province de Bithynie et Pont.